# 张树军
张树军（1957年—），男，汉族，山东莱芜人，中国中共党史专家，曾任中共中央党史研究室副主任兼秘书长，中共中央党史和文献研究院院务委员（副部长级）。现任第十三届全国政协委员。